# Laurent Korcia
Laurent Korcia, né le 7 novembre 1964 à Paris, est un violoniste français. 

## Biographie
Il fut notamment l'élève de Michèle Auclair, elle-même disciple de Jacques Thibaud et Georges Enesco.
Il joue, depuis 2000, sur un Stradivarius, le Zahn datant de 1719 et qui lui est prêté par la société LVMH.
Ses interprétations de Béla Bartók sont renommées et son répertoire s'étend essentiellement de 1850 à 1950, mais ne néglige pas le jazz.
Parrainé dès son plus jeune âge par  Pierre Barbizet, Laurent Korcia étudie au CNSM de Paris avec Michèle Auclair et Geneviève Joy-Dutilleux, puis au Royal College of Music de Londres. Il remporte le Concours Paganini, qui lui vaut de jouer sur le Guarnerius del Gesù de Niccolò Paganini ainsi que le Grand Prix du Concours Jacques-Thibaud, le premier Grand Prix du Concours international Zino-Francescatti, et le Concours « Young Concert Artist » de Londres.
Laurent Korcia est invité en soliste par les plus grands orchestres, en France, avec l'Orchestre national de France, l'Orchestre philharmonique de Radio France, l'Orchestre national de Lyon, l'orchestre philharmonique de Marseille, l'Orchestre régional de Cannes-Provence-Alpes-Côte d’Azur qu'il accompagne même lors de sa tournée en Chine en 2004, du Capitole de Toulouse, de Bordeaux Aquitaine, de Lille, d'Île-de-France, et à l'étranger, avec le Royal Philharmonic Orchestra, le WDR de Cologne, le Bournemouth Symphony Orchestra, l'English Chamber Orchestra, le Royal Danish Orchestra, l'Orchestre de la Suisse romande, l'Orchestre national de Russie, etc. sous la direction, notamment, de Semyon Bychkov, Stéphane Denève, Charles Dutoit, Emmanuel Krivine, John Nelson, Marcello Panni, Michel Plasson, Yutaka Sado, Michael Schoenwandt, Heinz Wallberg,  Walter Weller et Jean-Claude Casadesus
Il se produit également dans les plus grands festivals, au Festival de Verbier, Roma Europa, de Brighton, d'Exeter, de Hong Kong, de Perth, de Wellington. Les enregistrements de Laurent Korcia reçoivent les plus prestigieuses récompenses : CHOC du Monde de la Musique, Recommandé par Classica, ffff de Télérama, Diapason d'Or. Il reçoit également le prix Georges-Enesco de la SACEM et le Grand Prix du disque de l'Académie Charles-Cros.

## Critiques
« Ses disques consacrés à Ysaÿe et à Bartók nous l’ont bien fait comprendre : Laurent Korcia est un violoniste hors du commun. L’un de ceux dont le feu sacré et l’instinct vous saisissent dès les premières mesures. Tels ces virtuoses du début du siècle, les Elman, Heifetz, Ysaÿe ou Kubelik dont le style, la sonorité, et le vibrato étaient une véritable signature, Korcia est de ceux que l’on identifie à coup sûr. En cela, il se démarque de tous ses contemporains. » Diapason
« Son jeu est d'une liberté, d'une présence, d'une imagination que l'on ne connaît qu'à de rares violonistes d'aujourd'hui… et du passé. Korcia a tout : le grand style, la technique, la présence, les idées, le charme. » Le Monde
« Il est de ces musiciens qui réveillent le « classique », vagabondent entre rock et jazz. » Le Figaro

## Discographie
- Cinema (2009)
- Doubles Jeux (2007)
- Bartok Korcia (2005)
- Danses (2004)
- Nicolas Bacri : Une prière (2004)
- Tzigane : musique d'Europe centrale (1999)
- Chausson : Poème pour violon et orchestre (1996), avec l'Orchestre symphonique et lyrique de Nancy, dir. Jérôme Kaltenbach
- Esprit Mélancolique (2009)
- Stabat Mater (2005) de Bruno Coulais avec Guillaume Depardieu
- Ysaÿe : six sonates pour violon seul (1994)
- Korngold et Tchaikovsky, concertos pour violon, Orchestre philharmonique de Liège, dirigé par Jean-Jacques Kantorow (Naïve 2011) Diapason d’Or
- Mister Paganini : L'hommage de Laurent Korcia aux génies du violon, Paganini, Kreisler & Ysaye (25/11/2013)